# Симон Барии
Симон Жармен Бариѝ (на френски: Simone Germaine Barillier), родена 1 април 1917 в Клиши, Франция и починала на 14 септември 2013 (96 години) в Обон, Франция, е френска актриса.

## Мис Франция
Симон е избрана за „Мис Париж“ през 1933 г., а на следвакщата година и за „Мис Франция“ в Париж на 30 юни 1934 в конкуренция с 32 кандидатки. Така се превръща в 10-а Мис Франция. През 1934 участва и в конкурса „Мис Европа“.

## Филмография
| Година | Филм                         | Режисьор             |
| ------ | ---------------------------- | -------------------- |
| 1971   | „Любов по женски“            | Жан-Габриел Албикоко |
| 1964   | „Реквием за един човек“      | Морис Клош           |
| 1960   | „Малко по малко“             | Лазар Иглези         |
| 1949   | „Тайната на Майерлинг“       | Жан Дуленуа          |
| 1948   | „Очите на паметта“           | Жан Дуленуа          |
| 1947   | „Съпрузите на Леонтин“       | Рене Лю Енат         |
| 1946   | „Дожи 3“                     | Роже Ришеби          |
| 1942   | „Стая 13“                    | Андре Югон           |
| 1941   | „Три аржентинци в Монмартър“ | Андре Югон           |
| 1936   | „Среднощните звуци“          | Лео Жоано            |
| 1936   | „Самсон“                     | Морис Турнер         |